# Compañía de Santa Úrsula de Anne de Xainctonge
La Compañía de Santa Úrsula de Anne de Xainctonge (en latín: Societas Santae Ursulae), también conocida como Compañía de Santa Úrsula de Dole, es un congregación religiosa católica femenina, de vida apostólica y de derecho pontificio, fundada en 1585 por la religiosa francesa Anne de Xainctonge en Dole. A las religiosas de este instituto se les conoce como Religiosas de la Compañía de Santa Úrsula o simplemente como ursulinas de Dole.

## Historia

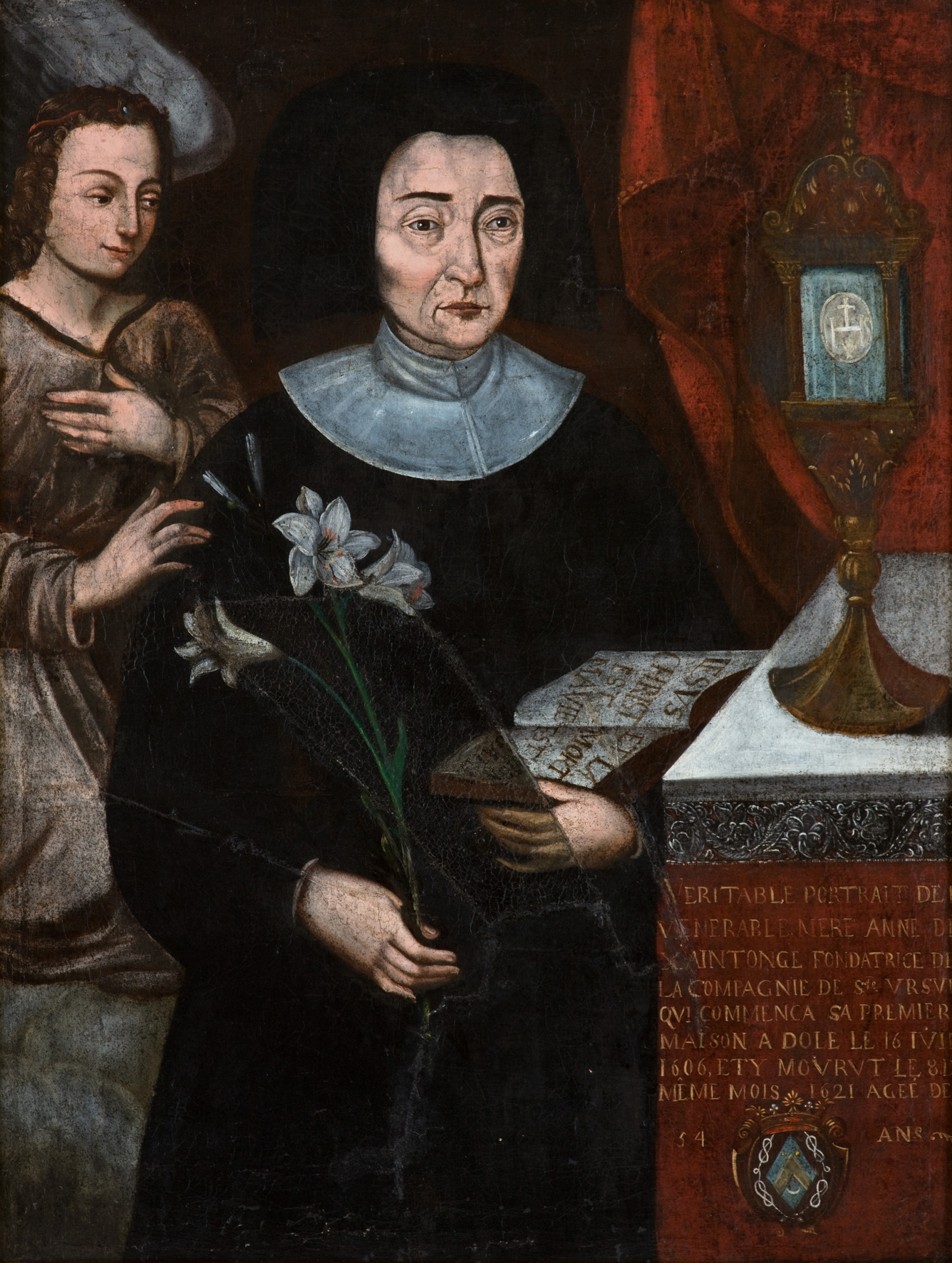
Anne de Xainctonge (1567-1621), fundadora de la congregación, es considerada venerable en la Iglesia católica.

La congregación tiene su origen en la sociedad de mujeres fundada por Anne de Xainctonge en 1585, inspirada en la espiritualidad de la Compañía de Jesús. La primera comunidad de religiosas sin clausura fue fundada en Dole, en el departamento de Jura (Francia), con la aprobación del papa Clemente VIII del 29 de noviembre de 1603 que permitía la fundación de ursulinas seculares. Sus constituciones se basaron en las de las Ursulinas de San Carlos.
El instituto recibió la aprobación diocesana por parte del obispo de Lausana, Jean Doroz, del 24 de enero de 1606, y con la confirmación del arzobispo de Besanzón, Ferdinand de Rye pudieron iniciar la expansión en toda la provincia eclesiástica. La congregación fue suprimida en 1792 por el gobierno francés. En la comunidad de Dole sobrevivieron ocho religiosas, a las que les fue reconocida la herencia del instituto y el reconocimiento pontificio de 1881 del papa León XIII.
Otras casas fundadas por la Compañía de Santa Úrsula de Anne de Xainctonge dieron origen a institutos religiosos independientes, lo que muchas veces puede llevar a confusión, al creer que se habla del mismo instituto. Hoy dichos institutos, sin perder su autonomía, forman la Federación de Santa Úrsula de Anne de Xainctonge.

## Religiosas ilustres
Entre los personajes importantes de la congregación resalta la figura de Anne de Xainctonge (1567-1621), quien además de ser la fundadora del instituto, fundó otras siete escuelas entre Francia y Suiza y murió con fama de santidad. Su proceso de beatificación se encuentra avanzado y fue declarada venerable por el papa Juan Pablo II el 14 de mayo de 1991.

## Organización
La Compañía de Santa Úrsula de Anne de Xainctonge es un instituto religioso de derecho pontificio y centralizado, cuyo gobierno es ejercido por una superiora general. La sede central se encuentra en Dole (Francia).
Las ursulinas de Dole se dedican a la educación y formación cristiana de las jóvenes y su espiritualidad es ignaciana. En 2017, el instituto contaba con 25 religiosas y 5 comunidades, presentes en Alemania, Bélgica y Francia.